# Targa Florio 1939

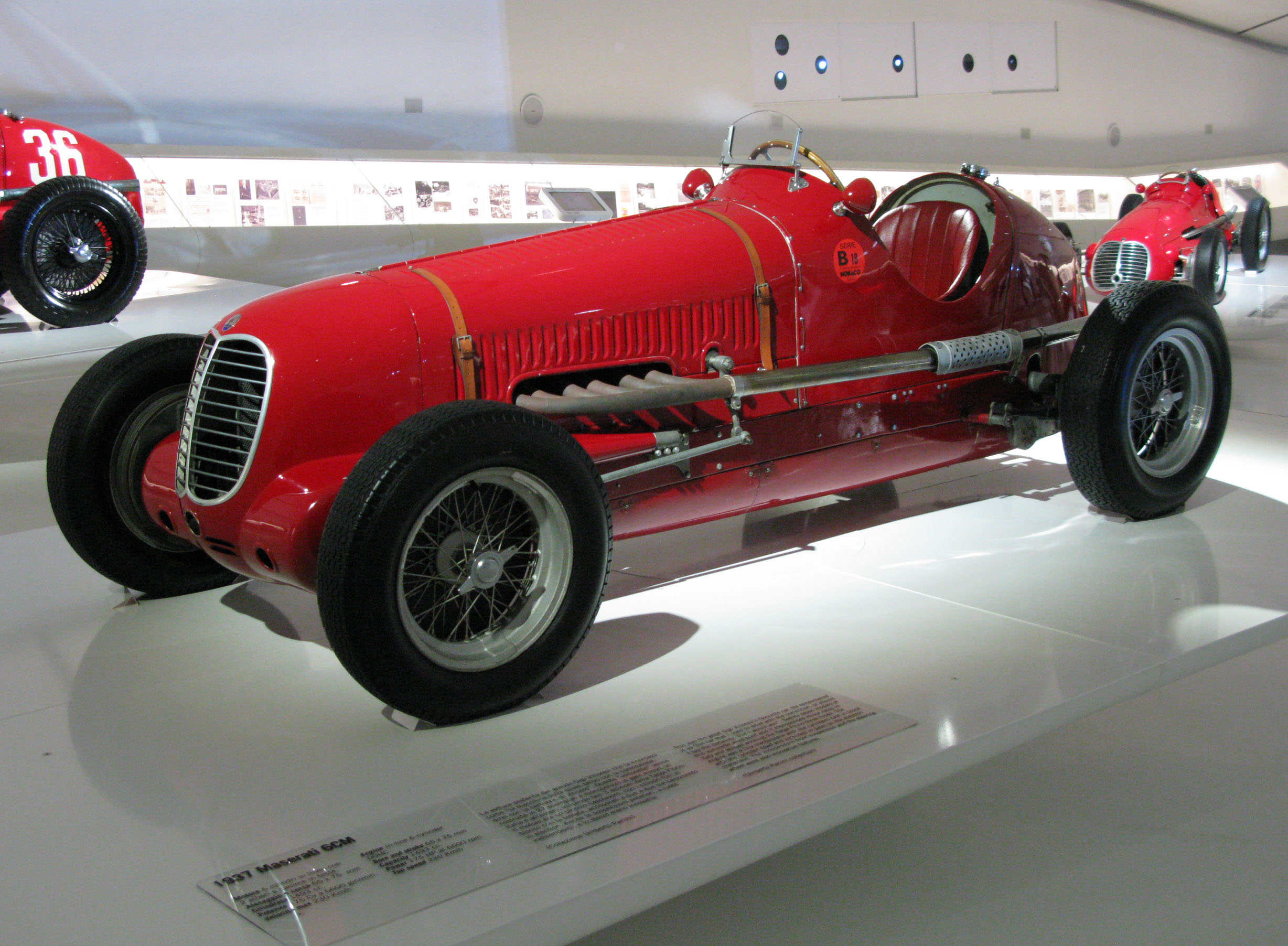
Siegerwagenmodell Maserati 6CM

Die 30. Targa Florio, auch XXX Targa Florio und 3. Coppa Principe di Napoli, war ein Voiturette-Rennen auf Sizilien und fand am 14. Mai 1939 statt.

## Das Rennen
Wie 1938 war die Targa Florio auch 1939 ein Rennen der Maserati-Rennwagen. Nachdem 1938 ein Talbot die Maserati-Phalanx durchbrochen hatte, fanden sich 1939 ausschließlich Fahrzeuge des Unternehmens aus Bologna in der Startliste. Neben den italienischen Fahrern nahmen der Deutsche Paul Pietsch, der als Vierter ins Ziel kam, und der Schweizer Armand Hug am Rennen teil. Nach einer Fahrzeit von 1 Stunde und 40 Minuten gewann Luigi Villoresi mit dem Vorsprung von fast zwei Minuten auf Piero Taruffi.

## Ergebnisse

### Schlussklassement
| 1           | Categoria Corsa per 1.5 Litro | 18 | Officine Alfieri Maserati | Luigi Villoresi  | Maserati 6CM | 40 |
| 2           | Categoria Corsa per 1.5 Litro | 16 | Scuderia Ambrosiana       | Piero Taruffi    | Maserati 6CM | 40 |
| 3           | Categoria Corsa per 1.5 Litro | 24 | Guido Barbieri            | Guido Barbieri   | Maserati 6CM | 40 |
| 4           | Categoria Corsa per 1.5 Litro | 34 | Scuderia Torino           | Paul Pietsch     | Maserati 6CM | 40 |
| 5           | Categoria Corsa per 1.5 Litro | 36 | Scuderia Ambrosiana       | Ovidio Capelli   | Maserati 6CM | 40 |
| 6           | Categoria Corsa per 1.5 Litro | 30 | Enrico Platé              | Enrico Platé     | Maserati 6CM | 38 |
| 7           | Categoria Corsa per 1.5 Litro | 32 | Scuderia Torino           | Edoardo Teagno   | Maserati 6CM | 38 |
| 8           | Categoria Corsa per 1.5 Litro | 28 | Egidio Gallinari          | Egidio Gallinari | Maserati 6CM | 36 |
| Ausgefallen |                               |    |                           |                  |              |    |
| 9           | Categoria Corsa per 1.5 Litro | 38 | Officine Alfieri Maserati | Franco Cortese   | Maserati 6CM | 32 |
| 10          | Categoria Corsa per 1.5 Litro | 4  | Cattulo Lami              | Carlo Pagliano   | Maserati 6CM | 23 |
| 11          | Categoria Corsa per 1.5 Litro | 12 | Scuderia Torino           | Armand Hug       | Maserati 4CM | 10 |
| 12          | Categoria Corsa per 1.5 Litro | 26 | Scuderia Sabauda          | Dioscoride Lanza | Maserati 6CM |    |
| 13          | Categoria Corsa per 1.5 Litro | 8  | Emilio Romano             | Emilio Romano    | Maserati 6CM |    |
| 14          | Categoria Corsa per 1.5 Litro | 6  | Ettore Bianco             | Ettore Bianco    | Maserati 4CM |    |

### Nur in der Meldeliste
Hier finden sich Teams, Fahrer und Fahrzeuge, die ursprünglich für das Rennen gemeldet waren, aber nicht daran teilnahmen.
| Pos. | Klasse                        | Nr. | Team                  | Fahrer                | Chassis      |
| ---- | ----------------------------- | --- | --------------------- | --------------------- | ------------ |
| 15   | Categoria Corsa per 1.5 Litro | 2   | Scuderia Torino       | Pietro Ghersi         | Maserati 6CM |
| 16   | Categoria Corsa per 1.5 Litro | 4   | Catullo Lami          | Catullo Lami          | Maserati 6CM |
| 17   | Categoria Corsa per 1.5 Litro | 10  | Scuderia Ambrosiana   | Giovanni Rocco        | Maserati 4CL |
| 18   | Categoria Corsa per 1.5 Litro | 14  | Scuderia Torino       | Andrea Brezzi         | Maserati 6CM |
| 19   | Categoria Corsa per 1.5 Litro | 20  | Pino Baruffi          | Pino Baruffi          | Maserati 6CM |
| 20   | Categoria Corsa per 1.5 Litro | 22  | Michelangelo Leonardi | Michelangelo Leonardi | Maserati 4CM |
| 21   | Categoria Corsa per 1.5 Litro | 28  | Scuderia Torino       | Renato Balestrero     | Maserati 6CM |

### Klassensieger
| Klasse                        | Fahrer          | Fahrzeug     | Platzierung im Gesamtklassement |
| ----------------------------- | --------------- | ------------ | ------------------------------- |
| Categoria Corsa per 1.5 Litro | Luigi Villoresi | Maserati 6CM | Gesamtsieg                      |

### Renndaten
- Gemeldet: 21
- Gestartet: 14
- Gewertet: 8
- Rennklassen: 1
- Zuschauer: unbekannt
- Wetter am Renntag: trocken und warm
- Streckenlänge: 5,718 km
- Fahrzeit des Siegerteams: 1:40:15,400 Stunden
- Gesamtrunden des Siegerteams: 40
- Gesamtdistanz des Siegerteams: 228,720 km
- Siegerschnitt: 136,900 km/h
- Schnellste Trainingszeit: unbekannt
- Schnellste Rennrunde: Luigi Villoresi – Maserati 6CM (#18) – 2:24,600 = 141,908 km/h
- Rennserie: zählte zu keiner Rennserie